# Małnów
Małnów (ukr. Малнів) – wieś na Ukrainie, w rejonie jaworowskim (do 2020 roku w rejonie mościskim) obwodu lwowskiego. Wieś liczy 817 mieszkańców.

## Historia
Założona w 1446 roku. Wieś królewska Malinów, należąca do starostwa mościskiego, w 1627 roku leżała w ziemi przemyskiej województwa ruskiego. 
21 września 1901 roku w wyniku pożaru spłonęła cała wieś. W numerze 226 Dziennika Poznańskiego z dnia 2 października 1901 zamieszczono krótką notatkę z tego wydarzenia:
Dnia 21 września olbrzymi pożar nawiedził wieś Małnów w powiecie mościskim w Galicyi. Ludzie byli w polu, więc o ratunku nie było mowy. Ogień, podsycany silnym wiatrem szerzył zniszczenia bardzo szybko, to też w klika godzin pochłonoł około 410 budynków mieszkalnych i gospodarczych wraz z tegoroczną krescencyą. Szkoda wynosi przeszło 200 tysięcy koron, 80 rodzin pozostaje bez dachu i bez kęsa chleba. Spaliła się także szkoła i kancelarya gminna. Miejscowy komitet ratunkowy przyjmuje składki. Datki pieniężne można wysyłać na ręce przewodniczącego komitetu ks. Teofila Głuszkiewicza, proboszcza w Małnowie, poczta Krakowiec w Galicyi.
W II Rzeczypospolitej do 1934 samodzielna gmina jednostkowa. Następnie należała do zbiorowej wiejskiej gminy Małnów w powiecie mościskim w woj. lwowskim.
Po wojnie wieś weszła w struktury administracyjne Związku Radzieckiego (rada wiejska Małnów, rejon mościski, obwód drohobycki).
W maju 1948 chutory Dubina i Macyki odłączono od rady wiejskie Małnów i włączono z powrotem do Polski w ramach korekty granicy państwowej między Polską a ZSRR. 